# 399. strelska divizija (ZSSR)
399. strelska divizija (izvirno rusko 399. стрелковая дивизия; kratica 399. SD) je bila strelska divizija Rdeče armade v času druge svetovne vojne.

## Zgodovina
Divizija je bila ustanovljena marca 1942 v Čiti.